# 郭雨洁
郭雨洁（2004年3月—），河北张家口人，中国残疾人女子冬季两项和越野滑雪运动员。2022年参加冬季残疾人奥林匹克运动会并担任开幕式中国代表团旗手之一。

## 经历
郭雨洁上肢残疾。在第11届全国冬残奥会上获得冬季两项和越野滑雪3枚金牌（LW8站姿6.5公里、LW8站姿3.9公里和LW8站姿13公里）和3枚银牌。
2021年在芬兰举办的欧洲杯冬季两项女子站姿短距离比赛中获得铜牌。
2022年参加冬季残疾人奥林匹克运动会并担任开幕式中国代表团旗手之一。在本届冬残奥会中，她也将参加冬季两项女子站姿组6公里、10公里、12.5公里比赛，以及越野滑雪女子站姿组短距离项目的比赛。